# 克洛克林山
47°8′49″N 12°44′9″E / 47.14694°N 12.73583°E

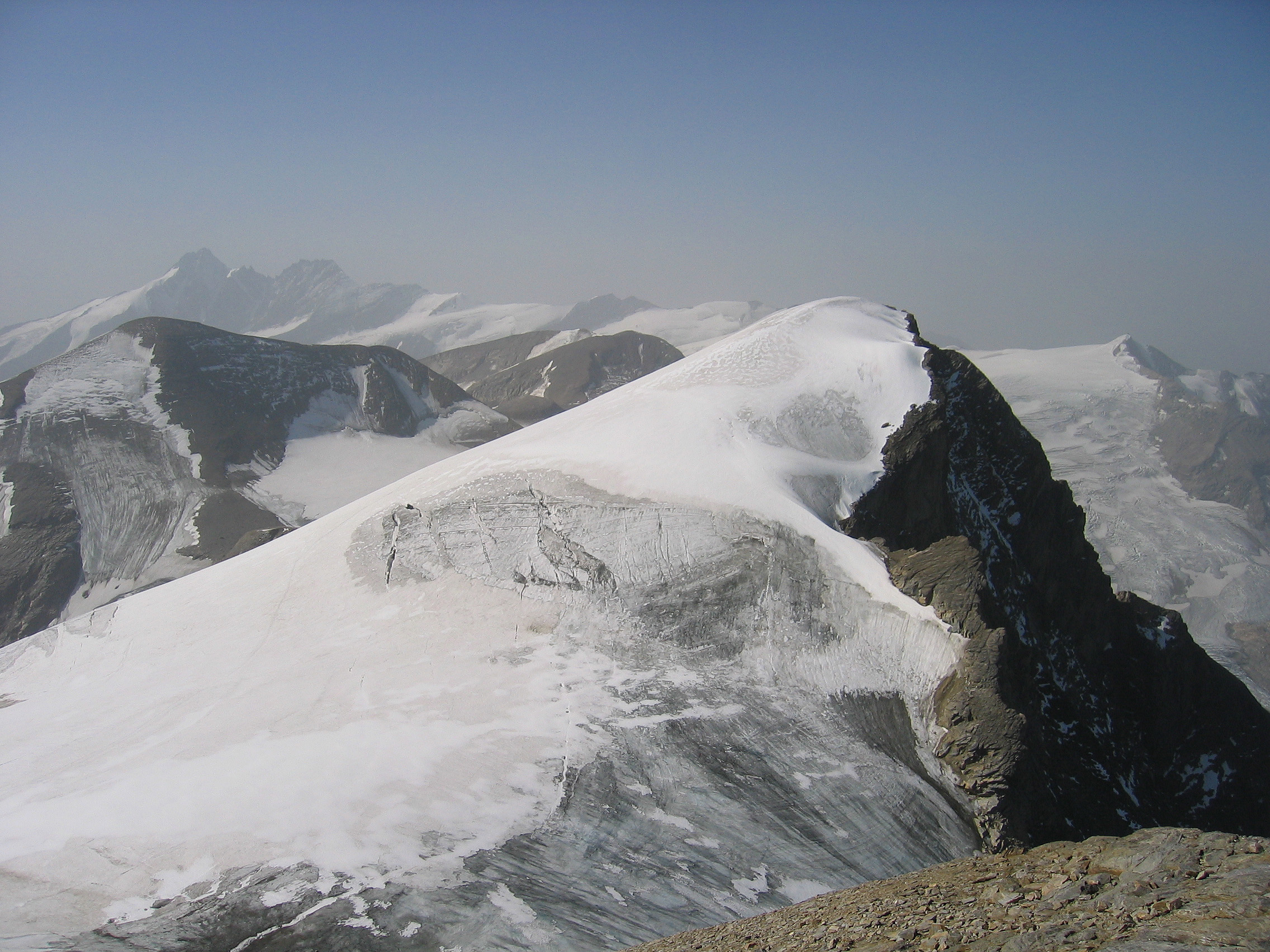

克洛克林山（德語：Klockerin），是奧地利的山峰，位於該國中部，由薩爾茨堡州負責管轄，屬於格洛克納山脈的一部分，距離大維斯巴赫峰1.6公里，海拔高度3,422米，每年平均降雨量2,073毫米，人類在1869年9月18日首次登頂。